# Valmacca
Valmacca é uma comuna italiana da região do Piemonte, província de Alexandria, com cerca de 1.098 habitantes. Estende-se por uma área de 12 km², tendo uma densidade populacional de 92 hab/km². Faz fronteira com Bozzole, Breme (PV), Frassineto Po, Pomaro Monferrato, Sartirana Lomellina (PV), Ticineto.

## Demografia
| Variação demográfica do município entre 1861 e 2011                               |
|                                                                                   |
| Fonte: Istituto Nazionale di Statistica (ISTAT) - Elaboração gráfica da Wikipedia |